# القلعة الكبرى
القلعة الكبرى إحدى مدن الجمهورية التونسية، تقع في ولاية سوسة. ينشط في المدينة فريق خطاف القلعة الكبرى.

### مواضيع ذات علاقة
- ولاية سوسة.